# Romni
Romni (oroszul: Ромны) falu Oroszország ázsiai részén, az Amuri területen, a Romni járás székhelye. Népessége: 3084 fő (a 2010. évi népszámláláskor).

## Elhelyezkedése
Blagovescsenszk területi székhelytől 194 km-re északkeletre helyezkedik el. A legközelebbi vasútállomás 37 km-re északkeletre van, a transzszibériai vasútvonalon fekvő Pozgyejevka. 
Ukrajna Kijevi kormányzóságának azonos nevű ujezdjéről nevezték el, ahonnan első lakói 1907-ben ide települtek át.